# Lukov (okres Znojmo)
Lukov (Duits: Luggau, soms ter onderscheiding van andere plaatsen met dezelfde naam Lukov nad Dyjí genoemd) is een Moravische vlek (městys) in de Tsjechische regio Zuid-Moravië, en maakt deel uit van het district Znojmo. Lukov telt 261 inwoners (2023).

## Geschiedenis
- 1284 – De eerste schriftelijke vermelding van Lukov.
- 2008 – De gemeente Lukov krijgt (opnieuw) de status vlek.[1]